# 2014년 대한민국의 영화
다음은 2014년에 대한민국의 영화에 관한 서술한다.

## 박스 오피스
2014년 대한민국 내에서 개봉한 영화를 대상으로 한 대한민국 박스오피스 순위이다.
| 순위 | 제목                        | 개봉일자         | 매출액 (원)     | 관객수 (명) | 비고                              |
| ---- | --------------------------- | ---------------- | --------------- | ----------- | --------------------------------- |
| 1    | 《명량》                    | 7월 30일         | 135,748,398,910 | 12,811,206  | 사상 최고 관객수 사상 최고 매출액 |
| 2    | 《겨울왕국》                | 1월 16일         | 82,461,504,400  | 10,296,101  |                                   |
| 3    | 《인터스텔라》              | 11월 6일         | 80,671,424,300  | 10,105,247  |                                   |
| 4    | 《해적: 바다로 간 산적》    | 8월 6일          | 66,370,682,706  | 8,666,046   |                                   |
| 5    | 《수상한 그녀》             | 1월 22일         | 62,705,348,249  | 8,657,982   |                                   |
| 6    | 《변호인》                  | 2013년 12월 18일 | 41,918,383,800  | 5,687,571   |                                   |
| 7    | 《국제시장》                | 12월 17일        | 41,089,567,596  | 5,345,677   |                                   |
| 8    | 《트랜스포머: 사라진 시대》 | 6월 25일         | 44,012,752,845  | 5,295,836   |                                   |
| 9    | 《군도: 민란의 시대》       | 7월 23일         | 36,988,022,499  | 4,774,931   |                                   |
| 10   | 《엣지오브 투모로우》       | 6월 4일          | 38,732,961,201  | 4,699,307   |                                   |

## 이벤트 및 수상

### 1분기
- 제5회 올해의 영화상
- 제19회 춘사영화상

### 2분기
- 제50회 백상예술대상
- 제15회 전주국제영화제

### 3분기
- 제17회 부천국제판타스틱영화제

### 4분기
- 제19회 부산국제영화제
- 제23회 부일영화상
- 제51회 대종상 영화제
- 제34회 한국영화평론가협회상
- 제35회 청룡영화상
- 제11회 제주영화제
- 제34회 황금촬영상
- 제14회 부산영화평론가협회상
- 제14회 올해의 여성영화인상
- 제16회 올해의 독립영화상
- 제14회 디렉터스 컷 시상식
- 송년호 발행 : 씨네21 영화상

## 같이 보기
- 2014년 영화
- 대한민국의 영화